# Огневич, Злата Леонидовна
Зла́та Леонидовна О́гневич (укр. Злата Леонідівна Огнєвіч, имя при рождении — Инна Леонидовна Бордюг; род. 12 января 1986, Кривой Рог, Украинская ССР) — украинская певица и телеведущая.
Представительница Украины на конкурсе песни «Евровидение 2013». Заслуженная артистка Автономной Республики Крым (2013).
Депутат Верховной Рады Украины VIII созыва от Радикальной партии (2014—2015).

## Биография

### Ранние годы
Бытует мнение, что Инна Леонидовна Бордюг родилась 12 января 1986 года в Мурманске. На самом деле она родилась в Кривом Роге, а документы о рождении были оформлены в Мурманске, по месту службы отца, военного хирурга Леонида Григорьевича Бордюга. Мать - педагог (учительница русского языка и литературы) Галина Васильевна Бордюг. Ещё до рождения Инны погиб её старший брат (утонул). Семья жила в Ленинграде и Минске. Инна начала заниматься музыкой в Крыму, в Судаке, куда переехала с семьей в пять лет.
В 2008 году окончила Национальный авиационный университет. Становление Златы уже в качестве профессиональной певицы состоялось в Киеве, где девушка стала выпускницей Киевского института музыки им. Глиэра по специализации «джазовый вокал».
Злата Огневич является солисткой Государственного ансамбля песни и танца Вооружённых сил Украины, также пела в латин-бэнде.

### 2009—2011: начало карьеры
В мае 2009 года стала победительницей конкурса Первая поющая радиоведущая от киевского Бизнес-радио, где проработала три месяца.
В 2010 году вышла первая сольная песня Злати Огневич «Остров любви», создана в сотрудничестве с композитором Михаилом Некрасовым и поэтессой Любовью Воропаевой.
В марте того же года Злата Огневич стала финалисткой национального отбора конкурса «Евровидения 2010» от Украины, но не одержала победу.
В 2011 году приняла участие в отборе «Евровидения 2011», но также не одержала победу.
Злата Огневич стала голосом рекламной кампании ТМ «Корона» — c песней «Страсть» (укр. «Пристрасть»).
Выступала в качестве специального гостя на международном конкурсе «Славянский базар» в Витебске.
В 2011 году на конкурсе Crimea Music Fest заняла первое место и вдобавок получила приз прессы.

### 2012—2015: «Евровидение»

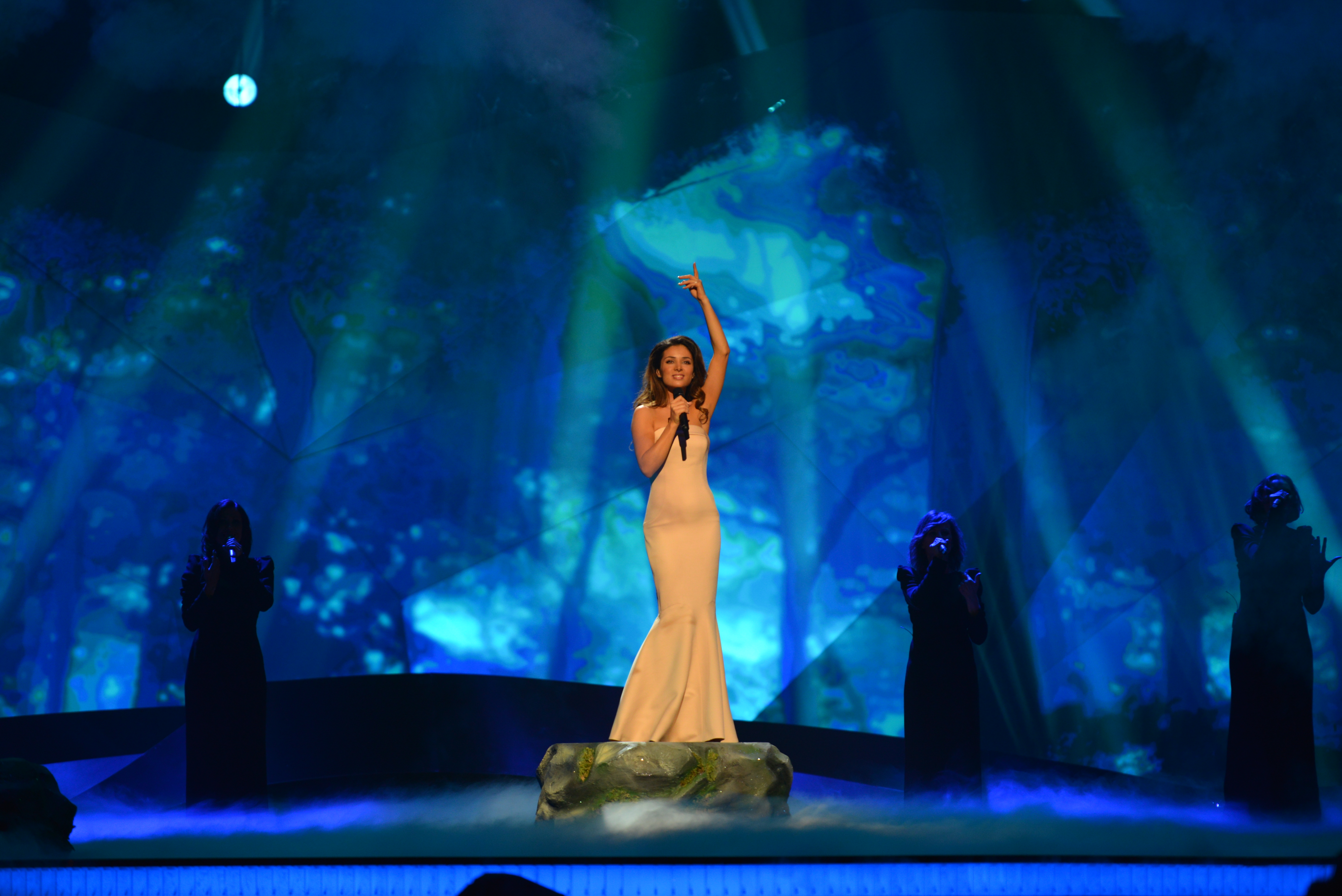
Злата Огневич на Евровидении 2013

В 2012 году стала лицом рекламной кампании курортов Крыма.
В 2013 году представляла Украину на конкурсе «Евровидение 2013» в Мальмё с песней «Gravity», на котором заняла 3-е место. После конкурса получила Почётную грамоту Кабинета Министров Украины за исключительный вклад в развитие украинского искусства.
30 ноября 2013 года вместе с Тимуром Мирошниченко была ведущей «Детского Евровидения» 2013.
В том же году была тренером Донецкого хора в телепрограмме «Битва хорів» (рус. Битва хоров), на котором её хор занял 2-е место.
Будучи глашатаем от Украины на «Евровидении-2014», Огневич перед объявлением баллов (данных телезрителями этой страны) произнесла «Слава Украине!».

### С 2016 года

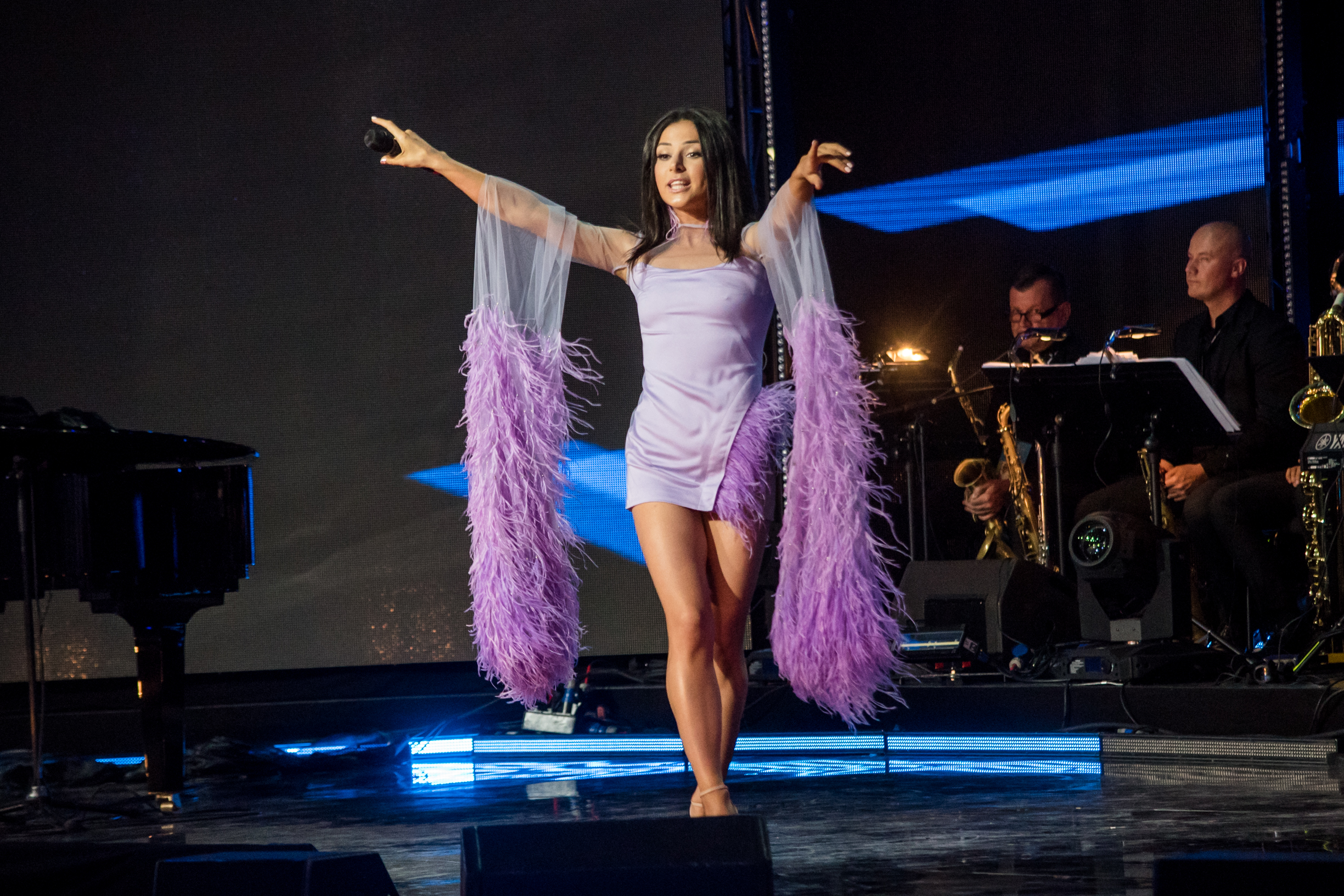
Злата Огневич на фестивале «Лайма. Рандеву. Юрмала 2017»

В конце августа 2018 года Огневич в паре с Дмитрием Жуком стала участницей шоу «Танцы со звездами» на телеканале 1+1. Уже во втором эфире согласно результатам голосования пара покинула шоу. 18 декабря того же года состоялась премьера дебютного альбома Огневич «Грани», в который вошли восемь композиций.
23 мая 2019 года Огневич выпустила музыкальное видео на песню «Солодка кара», которую она представила на «Вечере премьер с Екатериной Осадчей».
10 апреля 2021 года состоялся финал музыкального шоу «Маска», в котором одержало победу Солнце. За маской этого персонажа скрывалась Злата Огневич.
В 2021 году было объявлено, что Злата станет главной героиней второго сезона украинского реалити-шоу «Холостячка» на «СТБ».

## Политическая деятельность

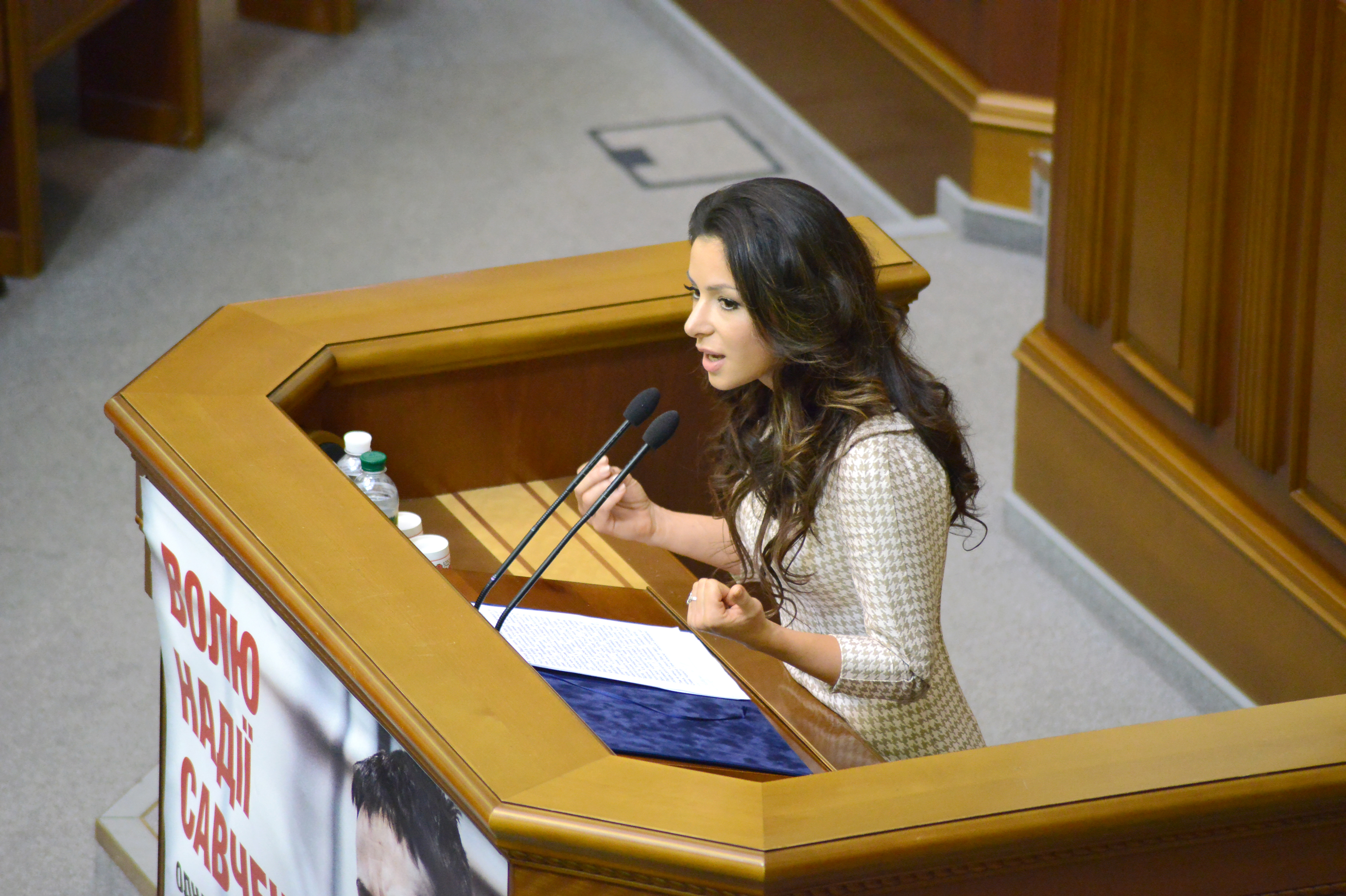
Злата Огневич в Верховной Раде Украины, 2015 год

В 2014 году Огневич стала депутатом Верховной Рады Украины по избирательному партийному списку Радикальной партии Олега Ляшко под № 4. 10 ноября 2015 года на заседании парламента она сообщила о своём решении сдать депутатский мандат, так как, по её словам, «она шла в парламент творить законы для культуры, а вместо этого попала в ситуацию войны двух политических кланов». За время депутатской каденции она стала соавтором семи законопроектов. 22 декабря 2015 года Верховная рада Украины досрочно прекратила полномочия депутата Златы Огневич (фракция Радикальной партии Олега Ляшко). За соответствующее решение проголосовал 301 депутат при минимально необходимых 226.

## Семья
Отец — Леонид Григорьевич Бордюг — полковник медицинской службы, родился в городе Александрия, Кировоградской области. С 1999 года он начал служить ведущим хирургом в структуре медицинского обеспечения ВМС.
Мать — Галина Васильевна Бордюг — учительница русского языка и литературы.
У Златы был старший брат, погибший за три года до её появления на свет (утонул в реке).
Замечала, что у неё есть "страх перед тем, как рожать ребенка. Я хочу его привести в этот мир, но он очень жестокий". Высказывалась о том, что хотела бы принять к себе в семью ребёнка из детского дома.

## Дискография
- «Грані» (2018)
- «Сила Поколінь» (2019)
- «Богиня» (2020)

## Видео
| Год  | Клип                | Режиссёр                        |
| ---- | ------------------- | ------------------------------- |
| 2010 | Остров Любви        | Дж. Вейланд                     |
| 2010 | Ангелы              |                                 |
| 2010 | Кукушка             | Олег Степченко                  |
| 2011 | Далеко              | Didier Daubeach                 |
| 2013 | Gravity             | Наджма Бхатті                   |
| 2015 | Кружева             | Евгений Тимохин                 |
| 2016 | Новорічне Діско     | Михаил Некрасов                 |
| 2017 | За літом, за весною | Юрий Морозов                    |
| 2017 | Танцювати           | Костянтин Гордиенко             |
| 2018 | Do Мене             | Костянтин Гордиенко             |
| 2018 | Doloni              | Костянтин Гордиенко             |
| 2019 | Солодка Кара        | Денис Маноха Максим Шелковников |
| 2019 | Чом ти не прийшов   | Максим Литвинов                 |
| 2020 | Беги                | Валерий Погонский               |
| 2020 | Гола Правда         | Валерий Погонский               |
| 2020 | Богиня              | Тарас Голубков                  |

## Концертные сольные туры
- 2016 — «Запали вогонь».
- 2018 — «Весняний тур».
- 2019 — «Чекай» — всеукраинский концертный тур в поддержку нового альбома «Грани».
- 2019 — «North-American Tour» (Эдмонтон, Чикаго, Филадельфия, Нью-Йорк).

## Телевидение
- 2011 — «Народна зірка».
- 2013 — «Битва хоров».
- 2013 — Детское Евровидение.
- 2018 — «Танцы со звездами».
- 2021 — «Маска», «Холостячка».

## Фильмография
- 2016 — Зверополис (англ. Zootopia)

## Награды
- Почётная грамота Кабинета министров Украины (2013) — за вклад в развитие украинского искусства и утверждение положительного имиджа Украины на международной арене[29].
- Заслуженный артист Автономной Республики Крым (2013[30], лишена звания постановлением Госсовета Республики Крым № 1167-2/22 от 20.04.2022 г.[31]))
- Орден княгини Ольги III степени (2022)[32].